# Diatrypaceae
Diatrypaceae es una familia de hongos en el orden Xylariales. En el 2008 se estimaba que la familia contiene 13 géneros y 229 especies.

## Géneros
- Anthostoma
- Cryptosphaeria
- Diatrype
- Diatrypella
- Dothideovalsa
- Echinomyces
- Endoxylina
- Eutypa
- Eutypella
- Fassia
- Leptoperidia
- Peroneutypa
- Quaternaria
- Rostronitschkia